# Yamaha M7CL
 (octobre 2022).
Si vous disposez d'ouvrages ou d'articles de référence ou si vous connaissez des sites web de qualité traitant du thème abordé ici, merci de compléter l'article en donnant les références utiles à sa vérifiabilité et en les liant à la section « Notes et références ».
 (novembre 2022).

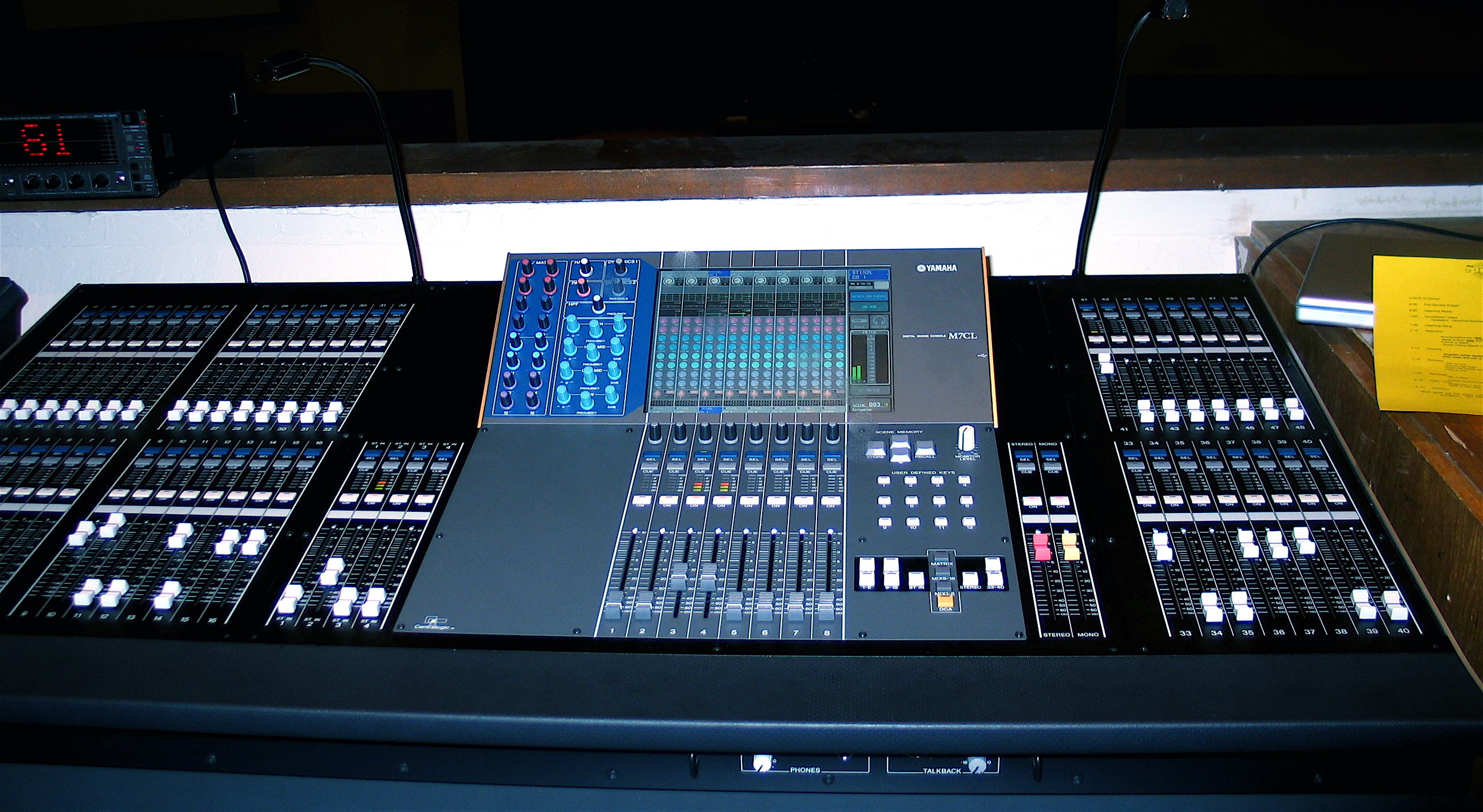
Yamaha M7CL en production live

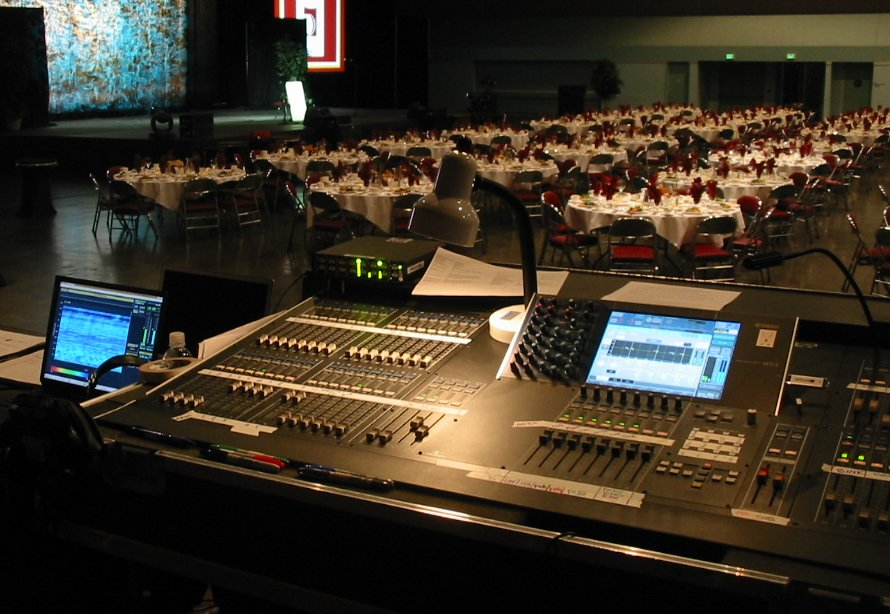
Un M7CL à 48 canaux prête pour un dîner

La Yamaha M7CL est une console de mixage numérique fabriquée par la société Yamaha Pro Audio. 
Il existe deux modèles avec entrée analogique intégrée : la M7CL-32 et la M7CL-48. Ces modèles ont respectivement 40 (32 microphones et 4 ligne) et 56 (48 microphones et 4 lignes) entrées. Les mixs, les masters, les groupes, les DCA et les canaux individuels peuvent ensuite être acheminés vers une sortie via n'importe lequel des 16 ports de sortie XLR de la carte. Les huit faders de la section de mix peuvent contrôler plusieurs fonctions différentes grâce aux "couches" (layes), à l'image de la Yamaha PM5D. La carte intègre la technologie "Selected Channel" de Yamaha, et Centralogic, unique à la M7CL. Elle peut être augmentée avec plus d'entrées ou de sorties via des cartes d'extension, et peut être équipé de cartes tierces telles que celles fabriquées par Aviom (A-Net), AuviTran (EtherSound), Audinate (mise en réseau Dante), AudioService (MADI), Dan Dugan (mélangeur automatique), Riedel Communications (RockNet), Waves Audio (interface SoundGrid, plugins DSP) et Optocore (réseau optique). Le M7CL-48ES a récemment rejoint la gamme avec EtherSound intégré pour la mise en réseau numérique à l'aide de boîtiers de scène EtherSound.
En 2006, la M7CL a été récompensée lors de la cérémonie des TEC Awards pour la meilleure technologie de console en sonorisation. En 2011, une application sans fil pour contrôler la M7CL avec un iPad a été nommée pour le prix TEC de la meilleure technologie sans fil.

## Fonctionnalités

### Sélection de canal
L'interface de sélection de canal (sel) permet un accès rapide et facile à tous les paramètres de n'importe quel canal sur la carte. La sélection d'un canal affichera tous les paramètres disponibles dans la section Centralogic pour ajustement.

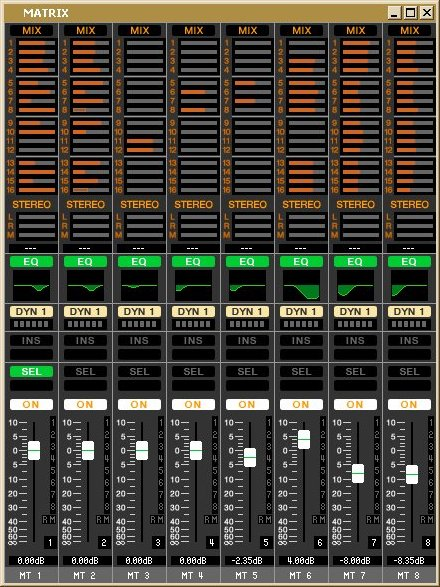
Une capture d'écran du logiciel "Studio Manager" de Yamaha montrant la section de mixage matriciel 19 × 8 intégrée de la M7CL. Les 16 bus de mixage ainsi que les bus principaux L/R/Mono sont acheminés vers 8 sorties matricielles. Les commandes individuelles au niveau de la matrice sont affichées sous forme de barres horizontales en orange foncé. Les 8 sorties de la matrice sont contrôlées par 8 faders blancs en bas.

### Centralogic
Centralogic était une technologie nouvelle lors de la sortie de la M7CL. Elle utilise un écran tactile, des encodeurs rotatifs et des faders qui correspondent et s'ajustent de manière dynamique à la fonction ou au paramètre sélectionné pour le réglage. Le logiciel de contrôle n'a que 3 écrans principaux, les vues Overview, Selected Channel et Effects Rack. Il n'y a pas de "couches" (loyers) supplémentaires à parcourir. Il est possible de contrôler le mélangeur à partir de la section Centralogic uniquement, qui est conçue pour garder l'utilisateur au centre de la section.

### Équipement rack
Le M7CL dispose d'un "rack" de traitement de signal virtuel qui permet l'utilisation de nombreux effets ou égaliseurs graphiques différents. Les effets proviennent de la bibliothèque d'effets numériques de Yamaha, qui ont été développés pour d'autres mélangeurs numériques. L'égaliseur graphique, ou les bandes individuelles de l'égaliseur, peuvent être mappées sur des faders pour un contrôle de précision.

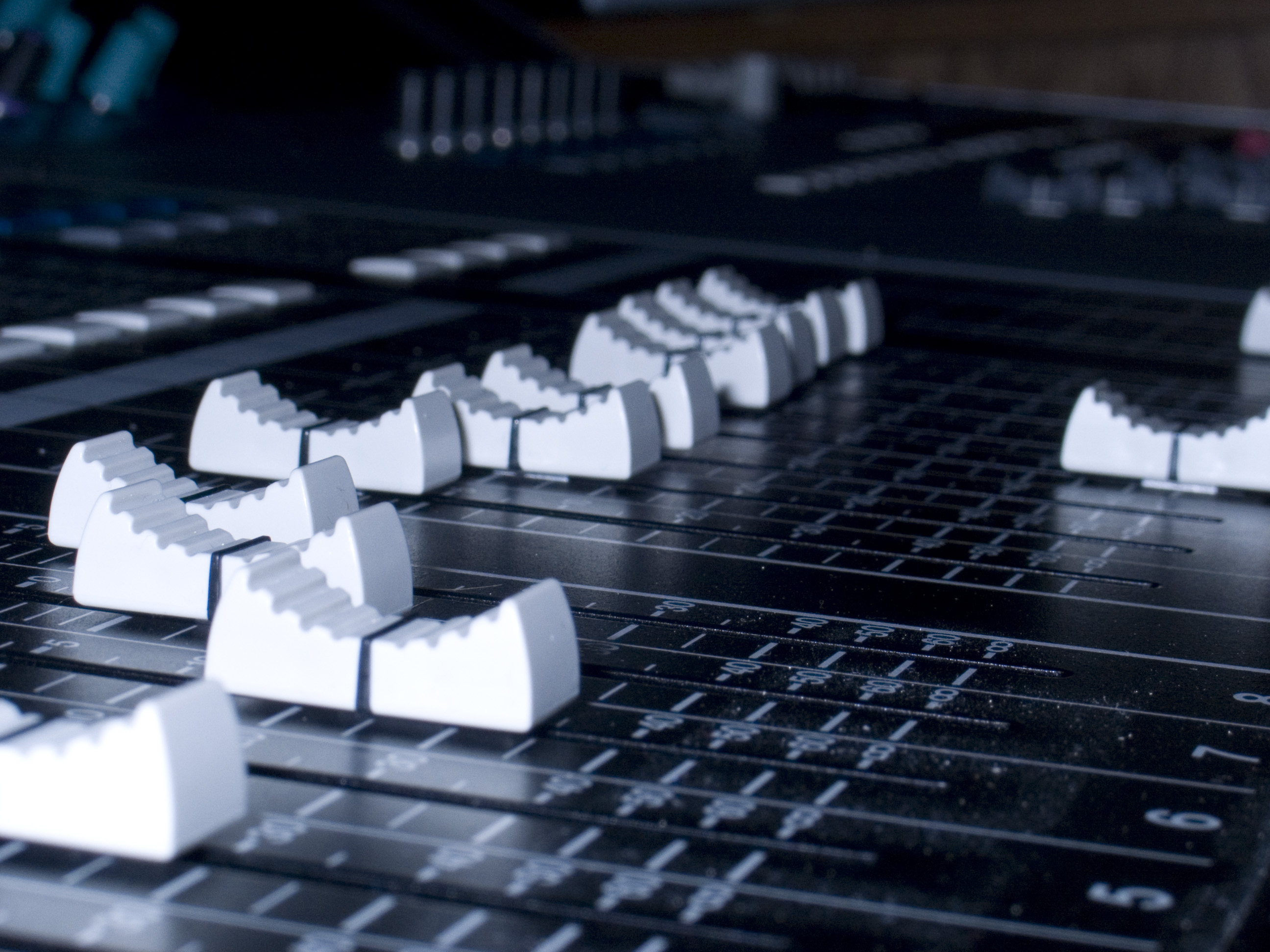
Groupes de faders Yamaha M7CL

Le M7CL devient rapidement populaire lorsqu'il s'agit de diffusion et de sonorisation en direct. Les sociétés de diffusion aiment la console principalement pour le rappel des paramètres (memory recul), qui s'avère utile dans le cas de journaux quotidiens. Les entreprises de sonorisation en direct utilisent quant à elles souvent le mélangeur pour les retours de scène, mais également pour la sonorisation en façade.

## Sites externes
- Site Web M7CL
- Brochure de produit